# Daniel Cremer
Daniel Cremer (* 18. Oktober 1983 in Mönchengladbach) ist ein deutscher Theaterregisseur, Autor und Performancekünstler.
Seine Arbeit zeichnet sich durch improvisatorische und immersive Elemente aus und nähert sich dem Phänomen Sprache auf spielerische und verfremdende Art. Neben Inszenierungen von eigenen Texten und Klassikern produziert Daniel Cremer Soloperformances, die versuchen, eine „wirkliche Begegnung“ zwischen Performer und Publikum herzustellen. Ein Beispiel dafür ist seine Stand-Up Show Das Wunder der Liebe, die im Jahr 2020 zum Festival Radikal Jung eingeladen war.
Cremers Schaffen greift Themen wie Ökologie und Intimität auf und widmet sich dem „Imaginieren von Männlichkeiten jenseits der vom Patriarchat geprägten Bilder“. Zu letzterem Thema gibt er seit 2023 zusammen mit Markus Parnow den Podcast Bliss Balls heraus.

## Biographie
Daniel Cremer stand als Jugendlicher regelmäßig auf der Bühne des Theaters Krefeld und Mönchengladbach und produzierte im Alter von 17 Jahren sein erstes Werk als Autor und Regisseur. In den Jahren 2003 bis 2007 arbeitete Cremer als Regieassistent am Schauspiel Köln. Dort zeigte er mehrere eigene Arbeiten. Als Dramaturg arbeitete er ab 2006 unter anderem mit René Pollesch, Benedikt von Peter und Martin Wuttke zusammen.
Seit 2008 führt Daniel Cremer freischaffend Regie und inszenierte zunächst Opern. Ab 2012 wurden seine Arbeiten in wachsendem Maße von improvisatorischen und kollaborativen Ansätzen geprägt und er arbeitete erneut an Sprechtheatern, zum Beispiel am Jungen Schauspielhaus Düsseldorf, dem Maxim Gorki Theater und später dem Nationaltheater Mannheim.
Cremers Arbeit als Performancekünstler begann im Jahr 2010 mit der Performance-Reihe Talking Straight, in der er Phänomene des alltäglichen Lebens in einer von ihm erfundenen, europäisch klingenden Sprache namens „Fremdsprache“ simulierte. So fanden unter anderem performative Simulationen von akademischen Vorträgen und Erfolgscoaching-Seminaren in dieser Sprache statt. Im Jahr 2014 inszenierte er am Maxim Gorki Theater die Simulation eines Theaterfestivals, das Talking Straight Festival, das die „exotische Theaterkunst weißer Menschen in Mitteleuropa“ präsentierte und im Jahr 2015 beim Stückemarkt des Berliner Theatertreffens gezeigt wurde. Für diese Herangehensweise erhielt Daniel Cremer 2015 den Preis der Autoren der Frankfurter Autorenstiftung. Die Jury begründete die Vergabe so: „Cremers gigantischer Theaterschwindel offenbart die Muster menschlicher Verhaltensweisen und bewirkt zugleich durch deren Verunsicherung einen spielerischen Aufbruch ins Unbekannte.“
Er war Mitbegründer der gleichnamigen Theatergruppe, die auf dieser Praxis aufbaute und der er bis 2017 angehörte. Talking Straight war von 2013 bis 2018 regelmäßig am Berliner Maxim Gorki Theater aktiv und wirkte in den akademischen Betrieb hinein.
Im Jahr 2017 begann Daniel Cremer eine Trilogie von Soloperformances zur „subversiven Kraft positiver Emotionen“ zu produzieren, zunächst den Liederabend Born to make you Happy zum Thema Glück. Diese Performance wurde im Rahmen des Frankfurter Musikfests als Koproduktion des Mousonturms und der Alten Oper Frankfurt produziert. Der zweite Teil, Das Wunder der Liebe / The Miracle of Love aus dem Jahr 2019, wurde zu mehreren Festivals eingeladen und tourte international. Im Februar 2024 wurde die Trilogie mit einem Solo zum Thema Ekstase abgeschlossen. Like a Prayer wurde von der Komischen Oper Berlin produziert und im SchwuZ Berlin uraufgeführt.
Im Laufe der Covid-19-Pandemie entwickelte Cremer mehrere online-basierte Performance-Formate, unter anderem Fräulein Else von Arthur Schnitzler für das Nationaltheater Mannheim. Für die von Vassilissa Reznikoff gespielte Titelfigur wurde ein Profil auf Instagram angelegt, welches den Monolog textgetreu als Livestream aus einem leer stehenden Mannheimer Luxushotel sendete. Fräulein Else war für das virtuelle Nachtkritik-Theatertreffen 2022 nominiert.
Seine mit Stand Januar 2024 jüngste Arbeit ist Schule der Liebenden, ein interdisziplinäres Projekt zum Thema Liebe und Intimität, das er zusammen mit dem Ensemble des Zürcher Theaters HORA und im Team mit dessen künstlerischer Leiterin Yanna Rüger und Videoartist Melanie Bonajo erarbeitete.

## Inszenierungen (Auswahl)
- Phaedra, Hans Werner Henze. Premiere 2008, Theater Heidelberg[20]
- Faustrecht der Freiheit, nach dem Film von Rainer Werner Fassbinder. Premiere 2009, Theater Heidelberg[21]
- Orpheus in der Unterwelt, Jacques Offenbach. Premiere 2010, Theater Heidelberg
- L’Orfeo, Claudio Monteverdi. Premiere 2012, Hebbel am Ufer Berlin (mit der Electroclash-Sängerin Peaches in der Titelrolle)[22]
- Der Erhobene Zeigefinger, Jetse Batelaan. Premiere 2012, Junges Schauspielhaus Düsseldorf
- Die Wahrheit über alles was es gibt, Daniel Cremer und Team. Uraufführung 2014, Junges Schauspielhaus Düsseldorf
- Fräulein Else, Arthur Schnitzler. Premiere 2021, Nationaltheater Mannheim (Aufführung im Rahmen der Covid-19-Pandemie als Livestream auf Instagram)[23]
- Chrrrrschhhhhh – In den Wald!, Daniel Cremer und Gäng. Uraufführung 2021, Nationaltheater Mannheim[24]
- Schule der Liebenden, Daniel Cremer, Yanna Rüger und Melanie Bonajo. Uraufführung 2023, Theater HORA Zürich[25]

## Solo-Performances im Theater (Auswahl)
- Talking Straight Seminar, 2012, Hebbel am Ufer Berlin
- Training Camp for a Posthuman Age, 2013, Theater Bremen
- Europa – Garten der Lüste, 2014 Maxim Gorki Theater Berlin (im Rahmen des 1. Berliner Herbstsalons)
- Born to make you happy, Uraufführung 2017, Mousonturm Frankfurt am Main
- Das Wunder der Liebe, Uraufführung 2019, Koproduktion des Mousonturm Frankfurt am Main, der Theaters im Bauturm Köln und des Maxim Gorki Theaters Berlin (im Rahmen des Festivals Frankfurter Positionen)
- Ecstatic Mozart, Uraufführung 2020, Nationaltheater Mannheim (im Rahmen des Festivals Mannheimer Sommer)[26]
- Like a Prayer, Uraufführung 2024, Komische Oper Berlin (im Rahmen des Festivals Schall & Rausch)

## Performances mit der GruppeTalking Straight(Auswahl)
- Talking Straight Festival, Einmalige Aufführung 2015, Haus der Berliner Festspiele, im Rahmen des Theatertreffens[27]
- Talking Straight Will Set Us Free, Uraufführung 2015, Maxim Gorki Theater Berlin
- Europe, Garden of Delights, Uraufführung 2015, Maxim Gorki Theater Berlin (im Rahmen des 2. Berliner Herbstsalons)
- Talking Straight Entertainment Uraufführung 2016, Theater Neumarkt Zürich & Maxim Gorki Theater Berlin
- Talking Straight Sex, Uraufführung 2016 Münchner Kammerspiele
- Talking Straight Security, Uraufführung 2016 Maxim Gorki Theater Berlin (im Rahmen des 3. Berliner Herbstsalons)

## Performances in Museen (Auswahl)
- Berlin – Stadt der Gegensätze. Berlinische Galerie Berlin, 2011–2012
- Daniel Cremer führt durch die Faszination. Im Rahmen des Ausstellung Twitch von Timo Seber. Gesellschaft für aktuelle Kunst Bremen, 2015[28]
- Reconnective Cruising im Rahmen der Ausstellung Odarodle. Schwules Museum Berlin, 2017[29]
- Strategische Überdehnung. In 40 Years we will all be famous. Zusammen mit Henning Fehr und Philipp Rühr. Museum Abteiberg Mönchengladbach, 2017[30]

## Hörspiel
- 2016: Gaya. Science-Fiction-Hörspiel von Daniel Cremer. Regie: Daniel Cremer. Produziert vom Rundfunk Berlin-Brandenburg, erstgesendet vom rbb Kulturradio[31]

## Auszeichnungen und Festivaleinladungen (Auswahl)
- 2015: Einladung zum Stückemarkt des Berliner Theatertreffens mit der Festival-Simulation Talking Straight Festival[32]
- 2015: Preis der Autoren der Autorenstiftung Frankfurt am Main[33]
- 2020: Einladung zum Festival Radikal Jung am Münchner Volkstheater mit der Soloperformance Miracle of Love
- 2022: Nominierung für das Nachtkritik-Theatertreffen mit Fräulein Else von Arthur Schnitzler, Nationaltheater Mannheim 2021[34]